# Сала Биелезе
Са̀ла Биелѐзе (на италиански: Sala Biellese; на пиемонтски: Sala 'd Biela, Сала ъд Биела) е село и община в Северна Италия, провинция Биела, регион Пиемонт. Разположено е на 626 m надморска височина. Населението на общината е 627 души (към 2010 г.).